# Zonenprotokoll

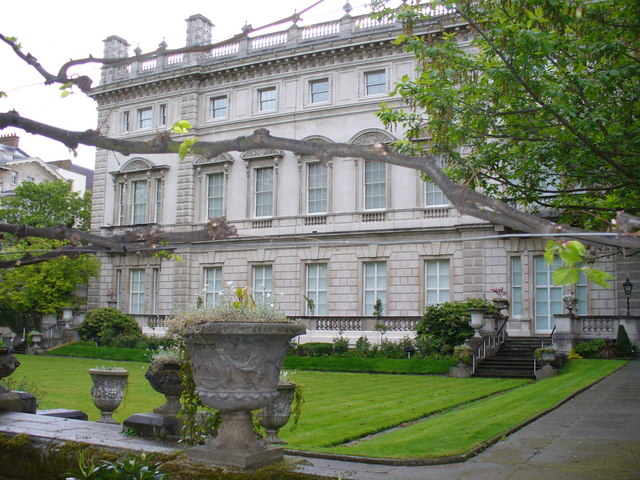
Lancaster House in South London (2008)

Zonenprotokoll ist der umgangssprachliche Begriff für drei Protokolle (englisch minutes) der Sitzungen britischer, sowjetischer und US-amerikanischer Vertreter der alliierten Beratenden Kommission für Europa (European Advisory Commission EAC), bei denen ab 1944, somit noch während des Zweiten Weltkrieges, über die Planung von Besatzungszonen in Deutschland, deren geografische, insbesondere administrative Zuweisung sowie besatzungsrechtliche Fragen beraten wurde. Der Inhalt dieser drei Niederschriften gehörte wie auch die in anderen EAC-Sitzungsprotokollen ausgearbeiteten Einzelheiten zur Planung einer Nachkriegsordnung einschließlich der Kapitulation Deutschlands.
Die trilateralen Gespräche fanden während bzw. nach Ende des Krieges in Europa im Lancaster House in London statt, jeweils im Spätsommer und im Herbst 1944 sowie im Frühsommer 1945. Da in London sowohl Treffen der alliierten Außenminister und auch der EAC stattfanden, kam es zu irreführenden Überschneidungen der Begriffsbezeichnungen, Londoner Konferenz bezeichnet dementsprechend ein Außenminister- wie ein EAC-Treffen.
Die EAC war zwar eine beratende Kommission, und bei den Protokollen handelte es sich weder um Abkommen noch um bindende Beschlüsse. Weil die Zonenprotokolle aber von den Drei Mächten ratifiziert wurden, ihr Inhalt bei Treffen ihrer Regierungschefs bzw. ihrer Außenminister weiterverwendet wurde und in die Vereinbarungen der Konferenz von Jalta und der Potsdamer Konferenz einfloss, können die Protokolle als offiziell gebilligt angesehen werden.
Gemäß der letzten Fassung des Protokolls vom 13. August 1945 wurde Deutschland zum Zwecke der Besetzung in vier Zonen eingeteilt, von denen je eine einer der vier Mächte zugewiesen wurde, und Berlin unter die gemeinsame Besatzungshoheit der vier Mächte gestellt wurde.
Ab dem Beginn der Besatzungszeit und der Besetzung durch die entsprechenden alliierten Streitkräfte galten die Zonenprotokolle als unumstritten umgesetzt. Mit den in das Potsdamer Abkommen übernommenen EAC-Vorschlägen zum Verlauf der westlichen Grenze der sowjetischen Besatzungszone und vor allem zum vorgesehenen Besatzungsplan für Berlin waren jedoch Konfliktlinien vorgezeichnet, die zur Entwicklung des Kalten Krieges in Europa beitrugen.
Im Unterschied zu provisorischen Absprachen zur Vertreibung bzw. Aussiedlung der deutschen Bevölkerung und der provisorischen Festlegung der Oder-Neiße-Linie durch die Alliierten, die vorläufig bis zu einem Friedensvertrag gelten sollten, wurden die in den Zonenprotokollen vorgeschlagenen Grenzverläufe zwischen den Besatzungszonen sowie die besatzungsrechtlichen Aspekte für Berlin unabhängig von einem späteren Friedensvertrag festgelegt.

„Die drei Regierungschefs bestätigen ihre Ansicht, daß die endgültige Festlegung der polnischen Westgrenze der Friedenskonferenz vorbehalten bleiben soll.“

## Prozess des Entstehens der Protokolle
Vor der Niederlegung der Protokolle gab es bereits verschiedene Vorstellungen zur Teilung Deutschlands, so z. B. die Pläne von Henry Morgenthau (Morgenthau-Plan) oder von Franklin Delano Roosevelt. Die Szenarien der drei Staaten zur Neuordnung der Nachkriegszeit in Deutschland enthalten in den Zonenprotokollen sowohl politische wie strategisch-militärische Überlegungen.

### Vorgeschichte
Konzepte eines künftigen Europa begannen mit den alliierten Erfolgen in der Schlacht von Stalingrad, El Alamein (zweite Schlacht) und Tunis („Tunisgrad“), Ende 1942 Anfang 1943 zu reifen. Von mehreren zivilen wie militärischen Gremien Großbritanniens, der Sowjetunion und der USA wurden verschiedene Vorstellungen der Teilung Deutschlands bzw. einer Nachkriegsordnung diskutiert und entworfen.

#### Großbritannien
Den ersten Teilungsplan legte das britische Military Sub-Committee (MSC) vor. Das 1942 vom Churchill war ministry (Winston Churchills Kriegskabinett) initiierte und dann durch das Chiefs of Staff Committee (CSC) angeleitete Gremium MSC, arbeitete dem Ministerial Committee on Reconstruction Problems zu.

#### Sowjetunion

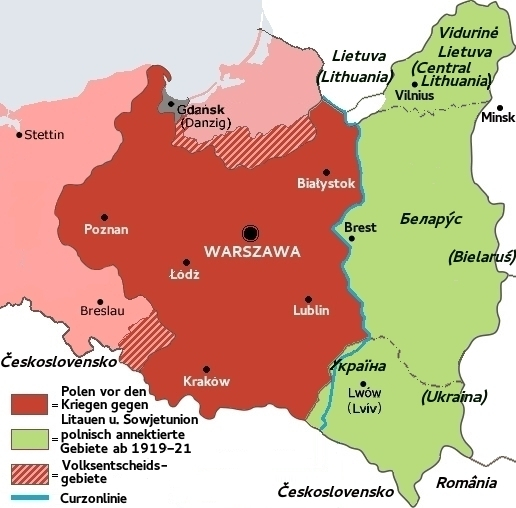
Curzon-Linie und polnische Landgewinne 1919–1922

Zur gleichen Zeit (Anfang 1943) lag die Prämisse der sowjetischen Politik nicht wie auf britischer Seite in der Teilung Europas bzw. Deutschlands, sondern in Planungen zur Sicherung ihrer eigenen Westgrenze. Die Botschafter der UdSSR in Washington und London Maxim Maximowitsch Litwinow und Iwan Michailowitsch Maiski vermeldeten, dass die Westmächte die frühere Curzon-Linie als Westgrenze der Sowjetunion akzeptieren könnten. Die London ansässige Polnische Exilregierung war damit nicht einverstanden und beharrte auf der Rückgabe der polnischen Landgewinne im polnisch-litauischen Krieg 1920 und im polnisch-sowjetischen Krieg 1919–1921. Am 25. April brach daraufhin die Sowjetunion ihre diplomatischen Beziehungen zu dieser Regierung ab. Die sowjetische Verantwortung für das Massaker von Katyn von 1943 wurde im Westen erst in den 1950er Jahren bekannt. Zu den sowjetischen Planungen ihrer Nachkriegspolitik gehörte auch die Schaffung eines Sicherheitskorridors vor ihrer Westgrenze.

### Verlauf der EAC-Gespräche für die Protokolle
Das erste Protokoll vom September 1944 entstand, nachdem die drei Mächte eine Einigung über den Verlauf der Grenze zwischen den westlichen Zonen und der sowjetischen Zone erzielten.

## Die einzelnen Protokolle

### Das 1. EAC-Zonenprotokoll

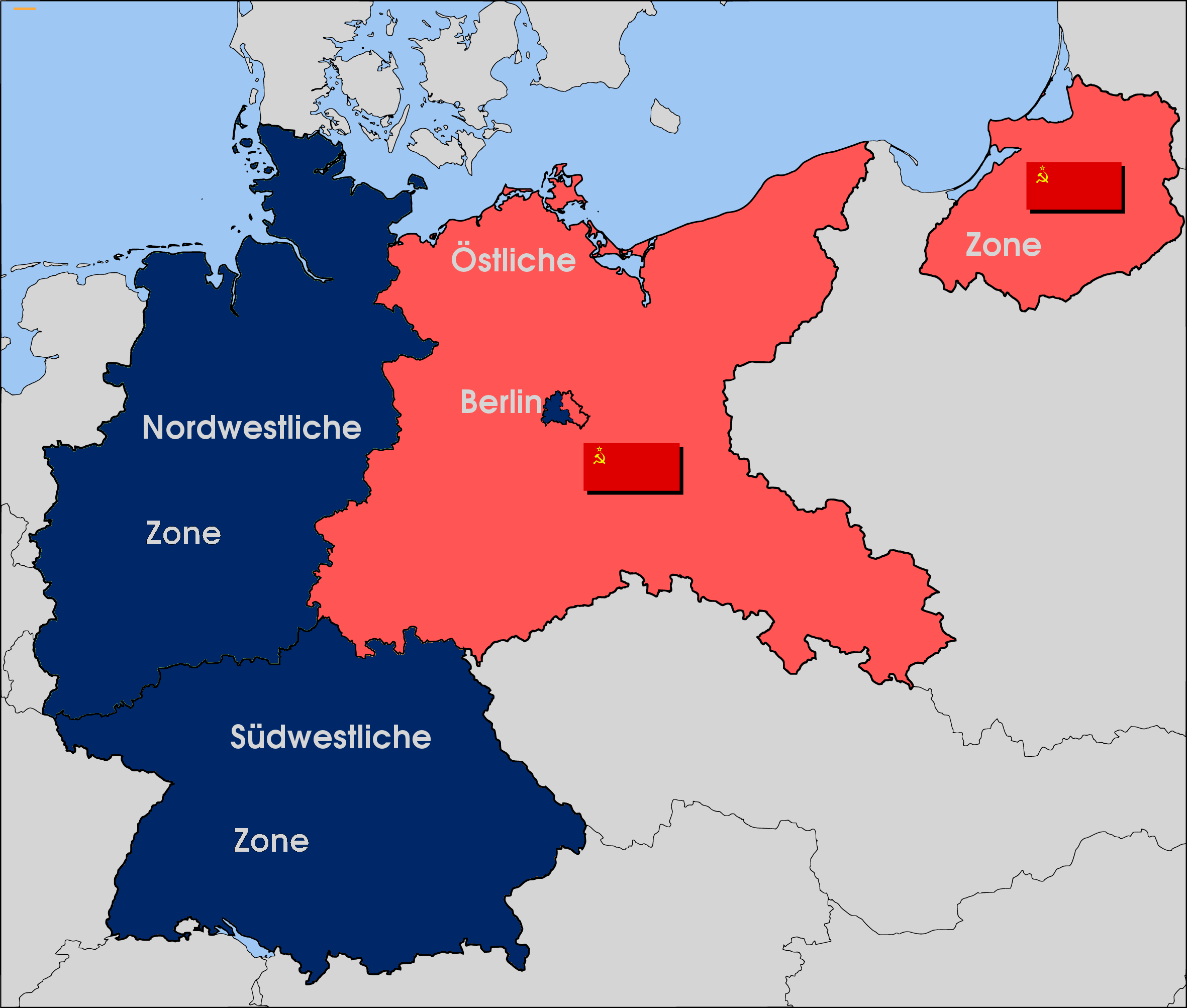
1. EAC-Zonenprotokoll September 1944 (map „A“)

Das erste Zonenprotokoll wurde auf der Sitzung des EAC am 12. September 1944 in London abgefasst und beschreibt die ersten Vorstellungen der Grenze zwischen der zu schaffenden
- Östlichen
- Nordwestlichen
- Südwestlichen

Zone in Deutschland und der zu schaffenden drei Teile des Gebietes von Groß-Berlin. Grundlage der Vorstellungen sind die Grenzen Deutschlands vom 31. Dezember 1937 sowie Berlins vom 27. April 1920.
Eine Zuordnung der nordwestlichen bzw. südwestlichen Zonen in Deutschland bzw. Groß-Berlins jeweils als britische oder amerikanische Teilgebiete fand noch nicht statt. Die dafür vorgesehenen betreffenden Textstellen sind lediglich mit Leerzeichen dokumentiert, wohingegen die Ostzone und die nordöstliche Zone Groß-Berlins bereits direkt mit „U.S.S.R.“ vermerkt sind.
Bei den Grenzen wird von den Westgrenzen Thüringens, Anhalts und der preußischen Provinz Sachsen gesprochen. Das heißt, dass die Gebiete östlich der Werra und westlich der Elbe nicht – wie häufig publiziert wurde – „gegen West-Berlin getauscht“ wurden, sondern die westelbischen Gebiete bereits als Teile der Östlichen Zone vorgesehen waren.
Originaltext:
Eastern Zone (as shown on the annexed map „A“):
The territory of Germany (including the province of East Prussia) situated to the East of a line drawn from the point on Lubeck Bay where the frontiers of Schleswig-Holstein and Mecklenberg meet, along the western frontier of Mecklenberg to the frontier of the province of Hanover, thence, along the eastern frontier of Brunswick; thence along the western frontier of Anhalt; the western frontier of the Prussian province of Saxony and the western frontier of Thuringia to where the latter meets the Bavarian frontier; thence eastwards along the northern frontier of Bavaria to the 1937 Czechoslovakian frontier, will be occupied by the armed forces of the U.S.S.R., with the exception of the Berlin area, for which a special system of occupation is provided below.
Die sowjetische Zone sollte also den östlichen Teil Deutschlands einschließlich des explizit erwähnten Ostpreußen umfassen, eine Abtretung von Gebieten an Polen war nicht vorgesehen.
Die Grenze zwischen den beiden westlichen (und hier noch keiner Besatzungsmacht zugeteilten) Zonen wurde wie folgt festgelegt:
Northwestern Zone (as shown on the annexed map „A“): The territory of Germany situated to the west of the defined above, and bounded on the south by a line drawn from the point where the western frontier of Thuringia meets the frontier of Bavaria; thence westwards along the southern frontiers of the Prussian provinces of Hessen-Nassau and Rheinprovinz to where the latter meets the frontier of France will be occupied by the armed forces of ------.
Southwestern Zone (as shown on the annexed map „A“): All the remaining territory of Western Germany situated to the south of the line defined in the description of the North-Western zone will be occupied by the armed forces of ------.
Dies hätte bedeutet, dass die heutigen Bundesländer Bayern und Baden-Württemberg sowie die bisher zu Bayern gehörende Pfalz und der südliche Landesteil des Volksstaats Hessen zur südwestlichen (das heißt später amerikanischen) Zone gekommen wären, die zu Preussen gehörende Rheinprovinz und die Provinz Hessen-Nassau sowie der nördliche Teil des Volksstaats Hessens (Provinz Oberhessen) zur nordwestlichen, also britischen. Der Volksstaat Hessen wäre also durch den Zuschnitt der Besatzungszonen geteilt worden. Dies hätte den Raum Frankfurt am Main zerschnitten.

### Das (ergänzende) 2. EAC-Zonenprotokoll

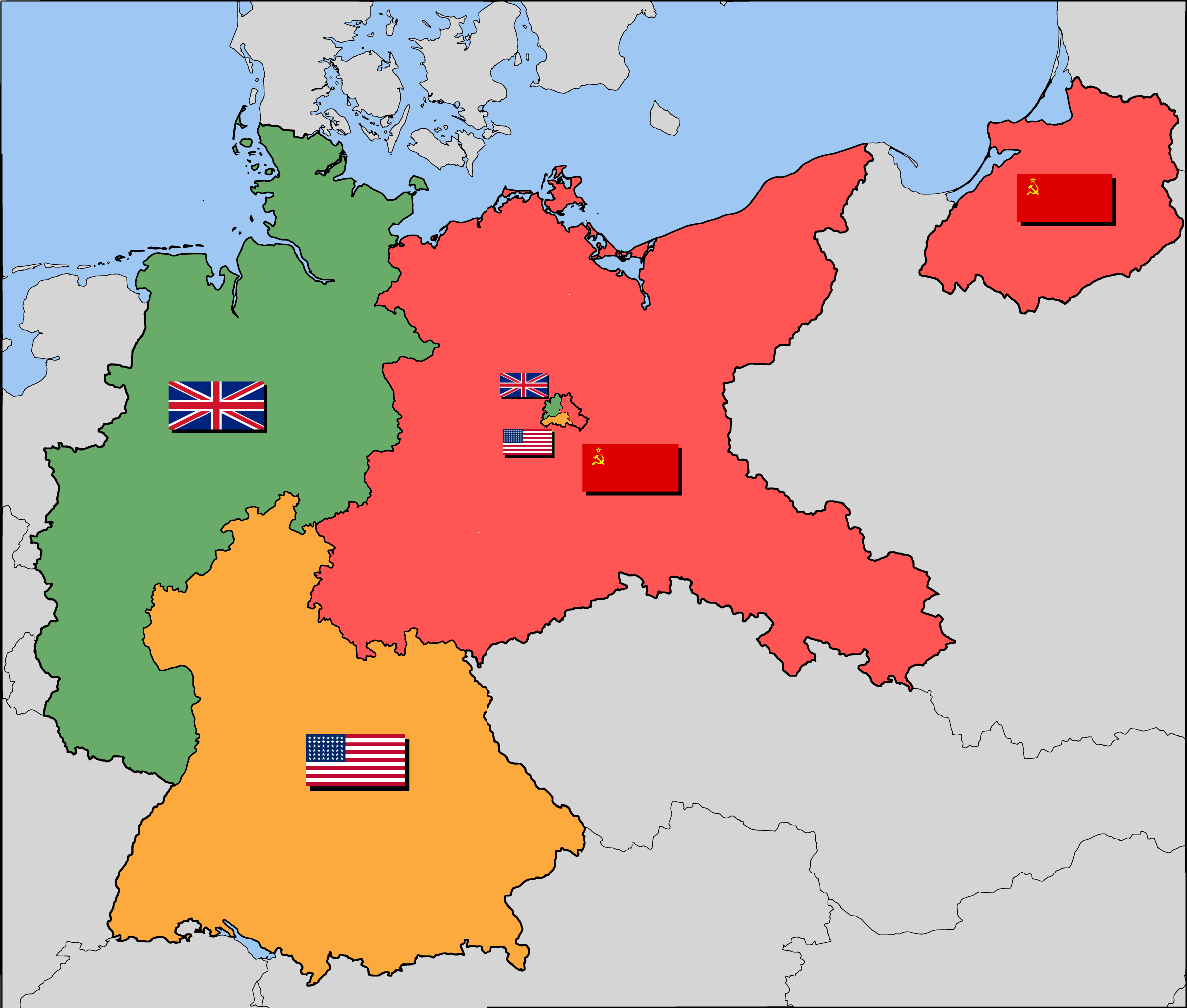
2. EAC-Zonenprotokoll November 1944 (map „C“)

Die Hauptpunkte dieses kleineren, am 14. November 1944 ebenfalls in London abgefassten Protokolls sind:
- Zuordnung der Nord-West-Zone Deutschlands und der Gebiete Berlins zur britischen Besetzung (Ersetzung der erwähnten Leerstriche)
- Zuordnung der Süd-West-Zone Deutschlands und der Gebiete Berlins zur amerikanischen Besetzung (Ersetzung der erwähnten Leerstriche)
- Erste Vorstellungen über die gemeinsame Nutzung der Häfen Bremens und Bremerhavens
- Genauere Beschreibung der vorgesehenen Grenzen zwischen den einzelnen Zonen

Die Grenzziehung zwischen den beiden Westzonen wurde wie folgt korrigiert:
North-Western Zone (as shown on the annexed map “C”):
The territory of Germany situated to the west of the line defined in the description of the Eastern zone, and bounded on the south by a line drawn from the point where the frontier between the Prussian provinces of Hanover and Hessen-Nassau meets the western frontier of the Prussian province of Saxony; thence along the southern frontier of Hanover; thence along the north-western, western and southern frontiers of Hessen-Nassau to the point where the River Rhine leaves the latter; thence along the center of the navigable channel of the River Rhine to the point where it leaves Hessen-Darmstadt; thence along the western frontier of Baden to the point where this frontier becomes the Franco-German frontier will be occupied by armed forces of the United Kingdom. […]
South-Western Zone (as shown on the annexed map “C”):
The territory of Germany situated to the south of a line commencing at the junction of the frontiers of Saxony, Bavaria, and Czechoslovakia and extending westward along the northern frontier of Bavaria to the junction of the frontiers of Hessen-Nassau, Thuringia and Bavaria; thence north, west and south along the eastern, northern, western and southern frontiers of Hessen-Nassau to the point where the River Rhine leaves the southern frontier of Hessen-Nassau; thence southwards along the center of the navigable channel of the River Rhine to the point where it leaves Hessen-Darmstadt; thence along the western frontier of Baden to the point where this frontier becomes the Franco-German frontier will be occupied by armed forces of the United States of America.
Die Beschreibung liest sich schwierig, weil in ihr die Fließrichtung des Rheins umgekehrt wird und die Punkte „where the River Rhine leaves the southern frontier of Hessen-Nassau“ eigentlich diejenigen sind, wo der Fluss in diese Provinz hineinfließt. Allerdings wird im Zweiten Protokoll erstmals der Volksstaat Hessen („Hessen-Darmstadt“) erwähnt, der im ersten Protokoll nicht vorkam.
Inhaltlich wurde die preußische Provinz Hessen-Nassau nun der (jetzt als amerikanisch bezeichneten) Südwestzone zugeordnet, die bayerische Pfalz dagegen der (jetzt offiziell britischen) Nordwestzone. Damit wurde der oben beschriebene Konflikt einer Zonengrenze mitten durch die Frankfurter Stadtregion gelöst. Durch die Festlegung des Rheins als Zonengrenze im volkstaatlich-hessischen Gebiet wurde der Volksstaat Hessen nun aber entlang des Flusses geteilt; die linksrheinischen Teile der Provinz Rheinhessen wurde der britischen, die übrigen Landesteile der amerikanischen Zone zugeordnet. Hiervon besonders betroffen war die beiderseits des Flusses gelegene Stadt Mainz, deren rechtsrheinische Hälfte der Südwestzone, die linksrheinischen Stadtteile einschließlich des Stadtzentrums der Nordwestzone zugeordnet wurden.

### Das (ergänzende) 3. EAC-Zonenprotokoll

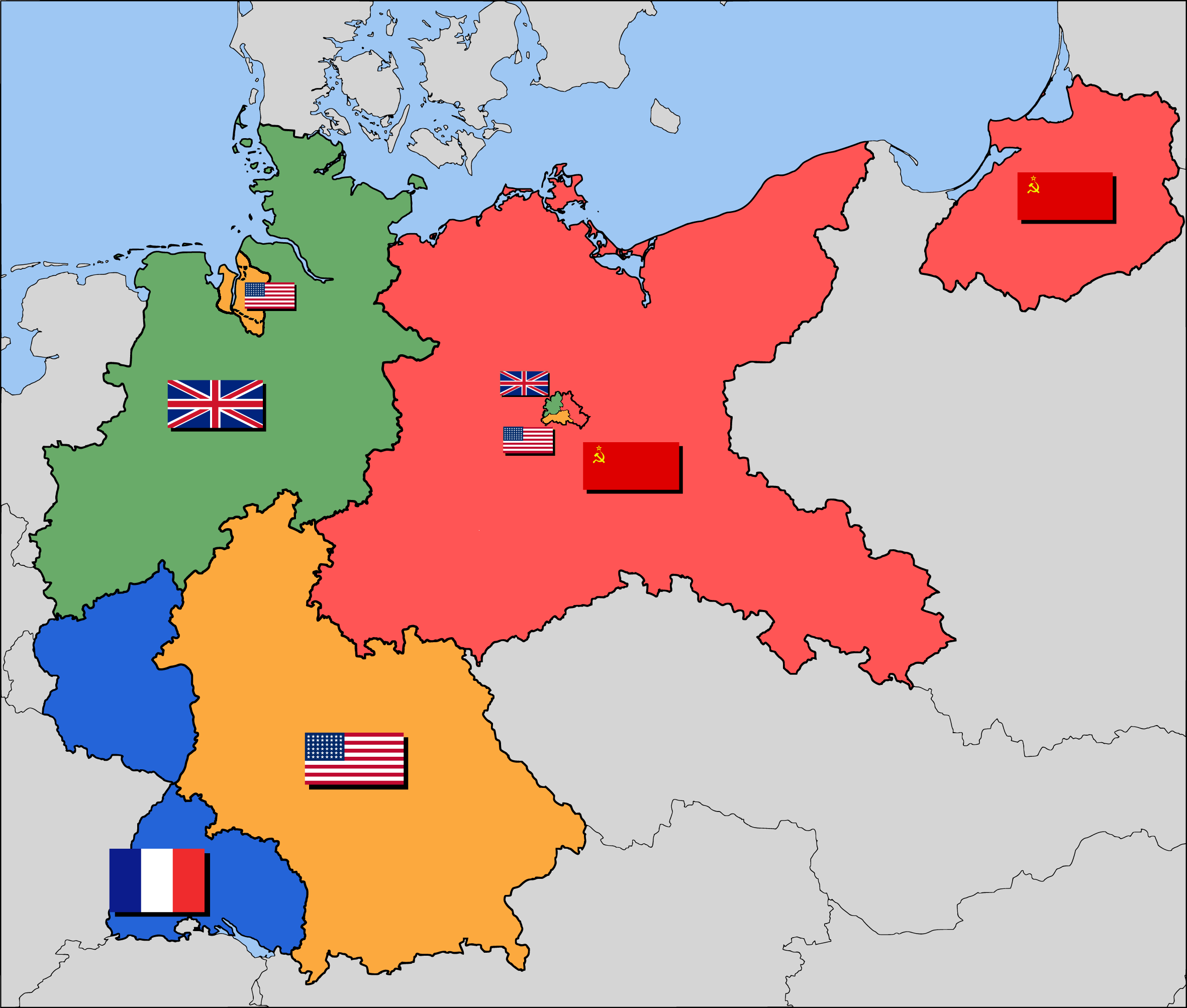
3. EAC-Zonenprotokoll Juli 1945 (map „D“)

Die Hauptpunkte dieses am 26. Juli 1945 verfassten letzten der Protokolle, sind:
- Die geografische Zuordnung und Beschreibung einer neuen, als Westzone benannten Französischen Besatzungszone, dem für Truppen der Französischen Republik (ab 1949 Troupes d’occupation en Allemagne, T.O.A.) in Deutschland vorgeschlagenen Besetzungsgebiet,
- die Regelung der Zuordnung des bayerischen Landkreises Lindau am Bodensee zur Westzone, welcher bisher Teil der für die Besetzung durch US-Streitkräfte vorgesehenen südwestlichen Zone war. Dies sollte einen direkten Übergang für die französischen Truppen zur Französischen Zone in Österreich ermöglichen, sowie
- eine Regelung von US-amerikanischen Nutzungsrechten einer Enklave um Bremen, damit den Besatzungstruppen der USA der Transfer zu den Bremer Häfen erleichtert werden sollte. Das Gebiet umfasste anfänglich Bremen, Wesermünde (ab 1947 Bremerhaven), die Kreise Wesermarsch, Osterholz und den westlichen Teil des Kreises Cuxhaven.

Die Einführung einer vorgeschlagenen, aber bis dahin nicht im Detail geplanten französischen Besatzungszone ging ausschließlich zu Lasten der Gebiete der beiden bisherigen westlichen Zonen.
Das Zonenprotokoll wurde noch am 26. Juli den Regierungen der vier alliierten Mächte übermittelt. Einzelheiten zu den Grenzen des Französischen Sektores im Nordwest-Teil von Groß-Berlin waren nicht enthalten, lediglich die Feststellung, dass dieser Sektor aus den beiden des Vereinigten Königreiches und der Vereinigten Staaten gebildet werden müsste.
Die Territorien der neuen bzw. der bisherigen Zonen (ausgenommen der östlichen) wurden im dritten Protokoll wie folgt geplant:
North-Western Zone (as shown on the annexed map „D“):
The territory of Germany situated to west of the line defined in the description of the Eastern (Soviet) Zone, and bounded on the south by a line drawn from the point where the frontier between the Prussian provinces of Hanover and Hessen-Nassau meets the western frontier of the Prussian province of Saxony; thence along the southern frontier of Hanover; thence along the south-eastern and south-western frontiers of the Prussian province of Westphalia and along the southern frontiers of the Prussian Regierungsbezirke of Köln and Aachen to the point where this frontier meets the Belgian-German frontier will be occupied by armed forces of the United Kingdom.
South-Western (United States) Zone (as shown on the annexed map „D“):
The territory of Germany situated to the south and east of a line commencing at the junction of the frontiers of Saxony, Bavaria and Czechoslovakia and extending westward along the northern frontier of Bavaria to the junction of the frontiers of Hessen-Nassau, Thuringia and Bavaria; thence north and west along the eastern and northern frontiers of Hessen-Nassau to the point where the frontier of the district of Dill meets the frontier of the district of Oberwesterwald; thence along the western frontier of the district of Dill, the north-western frontier of the district of Oberlahn, the northern and western frontiers of the district of Limburg-an-der-lahn, the north-western frontier of the district of Untertaunus and the northern frontier of the district of Rheingau; thence south and east along the western and southern frontiers of Hessen-Nassau to the point where the River Rhine leaves the southern frontier of Hessen-Nassau; thence southwards along the centre of the navigable channel of the River Rhine to the point where the latter leaves Hessen-Darmstadt; thence along the western frontier of Baden to the point where the frontier of the district of Karlsruhe meets the frontier of the district of Rastatt; thence southeast along the southern frontier of the district of Karlsruhe; thence north-east and south-east along the eastern frontier of Baden to the point where the frontier of Baden meets the frontier between the districts of Calw and Leonberg; thence south and east along the western frontier of the district of Leonberg, the western and southern frontiers of the district of Böblingen, the southern frontier of the district of Nürtingen and the southern frontier of the district of Göppingen to the point where the latter meets the Reichsautobahn between Stuttgart and Ulm; thence along the southern boundary of the Reichsautobahn to the point where the latter meets the western frontier of the district of Ulm; thence south along the western frontier of the district of Ulm to the point where the latter meets the western frontier of the State of Bavaria; thence south along the western frontier of Bavaria to the point where the frontier of the district of Kempten meets the frontier of the district of Lindau; thence south-west along the western frontier of the district of Kempten and the western frontier of the district of Sonthofen to the point where the latter meets the Austro-German frontier will be occupied by armed forces of the United States of America. […]
Western (French) Zone (as shown on the annexed map „D“):
The territory of Germany, situated to the south and west of a line commencing at the junction of the frontiers of Belgium and of the Prussian Regierungsbezirke of Trier and Aachen and extending eastward along the northern frontier of the Prussian Regierungsbezirk of Trier; thence north, east and south along the western, northern and eastern frontier of the Prussian Regierungsbezirk of Koblenz to the point where the frontier of Koblenz meets the frontier of the district of Oberwesterwald; thence east, south and west along the northern, eastern and southern frontiers of the district of Oberwesterwald and along the eastern frontiers of the districts of Unterwesterwald, Unterlahn and Sankt Goarshausen to the point where the frontier of the district of Sankt Goarshausen meets the frontier of the Regierungsbezirk of Koblenz; thence south and east along the eastern frontier of Koblenz; and the northern frontier of Hessen-Darmstadt to the point where the River Rhine leaves the southern frontier of Hessen-Nassau; thence southwards along the centre of the navigable channel of the River Rhine to the point where the latter leaves Hessen-Darmstadt; thence along the western frontier of Baden to the point where the frontier of the district of Karlsruhe meets the frontier of the district of Rastatt; thence south-east along the northern frontier of the district of Rastatt; thence north, east and south along the western, northern and eastern frontiers of the district of Calw; thence eastwards along the northern frontiers of the districts of Horb, Tübingen, Reutlingen and Münsingen to the point where the northern frontier of the district of Münsingen meets the Reichsautobahn between Stuttgart and Ulm; thence southeast along the southern boundary of the Reichsautobahn to the point where the latter meets the eastern frontier of the district of Münsingen; thence south-east along the north-eastern frontiers of the districts of Münsingen, Ehingen and Biberach; thence southwards along the eastern frontiers of the districts of Biberach, Wangen and Lindau to the point where the eastern frontier of the district of Lindau meets the Austro-German frontier will be occupied by armed forces of the French Republic. […]
Die Prozedur der Planung einer französischen Besatzungszone wich von der bisherigen Orientierung an deutschen Landes- und preußischen Provinzgrenzen, deren einzige Ausnahme bisher die neue Rheingrenze zwischen Mannheim und Wiesbaden war, in massiver Weise ab. Stattdessen wurden völlig neue Grenzen entlang bisheriger Regierungsbezirke und Landkreise geplant. Außerdem waren neben Hessen, das bereits im 2. Protokoll geteilt wurde, weitere Regionen von Teilung betroffen:
- das Rheinland, dessen Nordhälfte (Regierungsbezirke Düsseldorf, Köln und Aachen) zur britischen, die südlichen Regierungsbezirke Trier und Koblenz dagegen zur französischen Zone kamen,
- das historische Herzogtum Nassau, dessen westliche Kreise (am Mittelrhein, im Taunus und im Westerwald) nun abgetrennt und Teil der französischen Zone wurden,
- Baden, von dessen Territorium nur noch die Nordhälfte zur US-amerikanischen, die Südhälfte dagegen nun zur französischen Zone gehören sollte,
- das im Text nicht namentlich erwähnte Württemberg, das ebenfalls in eine Nord- und Südhälfte geteilt wurde, streckenweise sogar nicht entlang von Kreisgrenzen, sondern entlang der Autobahn Stuttgart-Ulm, wobei dieser Verkehrsweg unter US-amerikanischer Kontrolle verblieb,
- sowie das mit Ausnahme der Pfalz vollständig zur US-Zone gehörige Bayern, indem dessen Landkreis Lindau zur französischen Zone wechselte, um wie bereits erwähnt eine Landverbindung zwischen den französischen Zonen in Deutschland und Österreich zu schaffen.

### Änderungen

#### 1945

##### Westgrenze Polens und Königsberger Gebiet
Auf der Konferenz von Potsdam wurde hinsichtlich der Grenzen der sowjetischen Zone bestimmt, dass die Gebiete östlich der Oder und Lausitzer Neisse vorläufig polnischer Verwaltung unterstellt werden und nicht (wie in den Zonenprotokollen) als Teil der sowjetischen Zone zu behandeln sind. Auch das Königsberger Gebiet (ab 1946 Oblast Kaliningrad), der nördliche Teil Ostpreußens war nicht weiter Bestandteil dieser Zone.

##### Flugplätze Gatow und Staaken
Um eine Nutzung der beiden Flugplätze jeweils der britischen bzw. sowjetischen Besatzungsmacht zu ermöglichen wurde unmittelbar nach der Potsdamer Konferenz ein Gebietsaustausch an der westlichen Stadtgrenze Berlins der Ortslagen bzw. -teile Weststaaken, Weinmeisterhöhe, dem Seeburger Zipfel sowie dem östlichen Teil von Groß Glienicke durchgeführt.

#### 1947

##### Bremer Häfen
Nach zwischenzeitlicher Ausgliederung Wesermündes aus der unter US-amerikanischer Verwaltung stehenden Enklave in der britischen Zone wurde 1947 das US-Gebiet auf das Territorium des im gleichen Jahr neu gegründeten Landes Freie Hansestadt Bremen verkleinert.

## Das Gebiet von Groß-Berlin

### Planung in den Protokollen
Drei Textstellen zum Gebiet von Groß-Berlin waren bereits im ersten EAC-Protokoll vollständig formuliert:
- … Germany … will, for the purposes of occupation, be divided into three zones, one of which will be allotted to each of the three Powers, and a special Berlin area, which will be under joint occupation by the three Powers …
- … will be jointly occupied with by the armed force of the U.S.S.R., U.K. and U.S.A. assigned by the respective Commanders-in-Chief. For this purpose the territory of „Greater Berlin“ will be divided into the following three parts: …
- … An Inter-Allied Governing Authority (Komendatura) consisting of three Commandants, appointed by their respective Commanders-in-Chief, will be established to direct jointly the administration of the „Greater Berlin“ area. …

Dies brachte die UdSSR zu der Rechtsauffassung (im Gegensatz zu den Vorgaben des Protokolltextes vom 12. September 1944), das Groß-Berliner Gebiet sei Bestandteil ihrer Zone, in der sie lediglich die Westsektoren Berlins gemeinsam mit den anderen Alliierten verwalte. In der Note vom 14. Juli 1948 schrieb die Sowjetunion an die Westalliierten: „Berlin liegt im Zentrum der sowjetischen Besatzungszone und stellt einen Teil dieser Zone dar.“
Dem hielten die Westalliierten entgegen, dass das Gebiet von Groß-Berlin zu keiner der vier Besatzungszonen gehört, sondern als Sitz des Kontrollrats von ihnen und der Sowjetunion mit gleichen Rechten verwaltet wird. Da jedoch die Land- und Wasserwege der Westalliierten nach Berlin durch die sowjetische Zone führten, ermöglichte dies der UdSSR die Errichtung der Berlin-Blockade von 1948 bis 1949.

### Historischer Hintergrund
Das Interesse der Sowjetunion an Berlin lag im Unterschied zu den Westalliierten nicht nur in der Rolle als Hauptstadt des Deutschen Reiches begründet, sondern vor allem auch als Zentrum Preußens. Die Lage Berlins im östlichen Teil Deutschlands schuf im Unterschied zu den anderen Siegermächten geografisch günstige Bedingungen für direkte sowjetische Einflussnahme. Die Sowjetunion übernahm dabei vor allem polnische Besorgnisse und Vorstellungen, die sich während der langen Nachbarschaft mit den preußischen Deutschen herausgebildet hatten, so dass sie sich 1939 mit dem deutschen Überfall auf Polen weniger durch Deutschland als vielmehr durch Preußen angegriffen fühlten. Diese Position wurde von der polnischen Exilregierung in London vertreten.
Die britische Seite war bereit, bei der künftigen Grenzziehung den Polen gegenüber „historische, soziale und ethnische Gesichtspunkte“ zu berücksichtigen: In einem militärischen Memorandum von 1943 wurde unterstrichen, dass Polens künftige Grenze zur erleichterten Verteidigung „Preußen“ gegenüber kurz sein müsse und Polen „‚Preußen‘ ständig bedrohen und einen Blitzfeldzug gegen Berlin unternehmen könne“. Von polnischer Seite wurde unterstrichen, dass die Westverschiebung Polens besonders im Norden die Gewähr dafür bieten solle, „Berlin dauerhaft bedrohen zu können“. Am 10. März 1947 bestätigte der Rat der Außenminister in Moskau das Kontrollratsgesetz Nr. 46 vom 25. Februar 1947, mit dem der Alliierte Kontrollrat Preußen aufgelöst hatte. Berlin sollte seine dominierende Stellung in Deutschland genommen werden. Der Schwerpunkt Deutschlands sollte in den Westen und Südwesten verlagert werden. Anfang 1943 war in polnischen Exilkreisen ein Programm der Teilung Deutschlands „in einen nordöstlichen [sogenannte Kolonie] und einen südöstlichen [sogenannte Metropole] Teil entwickelt [worden]. Der nordöstliche Teil, nämlich Brandenburg, Sachsen, Mecklenburg und Braunschweig, sollte in jedem Fall einer wesentlich schärferen Kontrolle durch die Sieger unterworfen werden als der südöstliche Teil.“ 1946 wurde gefordert, „dass es ein unabänderliches Ziel der polnischen Außenpolitik sein müsse, die Rolle Berlins auf die einer Provinzstadt zu reduzieren und alles, was zur Schwerpunktverschiebung in Deutschland nach Westen oder Süden beiträgt, zu unterstützen“. Das heißt, dass für den Status von Berlin, auf einstmals slawischem Boden gegründet, dieselben historischen Kriterien in Anschlag gebracht wurden, wie sie sich auch in der Westgrenze der „Östlichen Zone“ – der späteren innerdeutschen Grenze – niederschlugen.

## Verwendete Grenzen des Deutschen Reichs
Die letzten völkerrechtlich anerkannten Grenzen waren die jenes missglückten letzten Friedensversuches von 1938, dem des Münchner Abkommens, unmittelbar vor der deutschen Zerschlagung der Tschechoslowakei. Eine Wiederholung dieses „Schenkungsfriedens“ (→ Appeasement-Politik) hätte dem Geist und Willen der Erklärung von Teheran, Grundlagen für einen dauerhaften europäischen Frieden zu schaffen, widersprochen. So konnte in Ermangelung anderer völkerrechtlicher Grenzziehungen in dieser Region, die nicht zu Lasten eines Drittstaates gingen, nur auf die Grenzen vom 31. Dezember 1937 zurückgegriffen werden.
Zur Sektorenplanung für Berlin wurden wie bereits erwähnt die Grenzen Groß-Berlins von 1920 genutzt. Die reale Ausprägung wurde jedoch anhand der von der NS-Regierung umgesetzten Bezirksgrenzreform von 1938 ausgeführt.

## Historische Bezüge

### Einfluss von Exilregierungen
Während der Ausarbeitung des Protokolls im Spätsommer des Jahres 1944 saß die Kommission bei ihren Treffen im Londoner Lancaster House gleich in zwei Dilemmas. In der Regel tagen solche Kommissionen nach einem Krieg. Aber mit Kriegsbeginn und der Einrichtung von tschechoslowakischer und polnischer Exilregierung in London gab es Interessenvertretungen für eine Nachkriegssituation, die bereits auf die Teheran-Konferenz Ende 1943 durchschlugen. Während Edvard Beneš als tschechischer Exilpräsident ab 1940 akzeptierter Verhandlungspartner für die Alliierten blieb, kam es mit der polnischen Exilregierung zum Zerwürfnis mit der Sowjetunion, so dass ab 1944 das Lubliner Komitee von ihr gestützt wurde. Die jeweiligen Exilregierungen standen im Austausch mit ihren Widerstandsbewegungen in den von Deutschland besetzten Ländern, von denen mit Fortgang des Krieges radikalere Forderungen gegenüber dem zu besiegenden Deutschland ausgingen und Druck auf die Verhandlungspositionen der Exilregierungen ausgeübt wurde.

### Westlicher Grenzverlauf der sowjetischen Besatzungszone
Die Vertreter der Sowjetunion bestimmten als erste die westliche Grenze ihrer Besatzungszone, was so bereits am 12. Mai 1944 vom amerikanischen Vertreter akzeptiert wurde, während die Westmächte bis zum 12. September 1944 noch keine genauen Vorstellungen niedergelegt hatten und die Franzosen noch nicht beteiligt waren.

#### Thesen
Letzteres kann eine Auswirkung davon gewesen sein, dass die Russen in panslawistischem Zusammenhang an der Diskussion über den Drang nach Osten der Deutschen seit der zweiten Hälfte des 19. Jahrhunderts beteiligt waren, nachdem zum Beispiel Paul de Lagarde mit seiner bis 1945 andauernden Wirkung 1886 gefordert hatte, dass die Deutschen für ihre Bauern „Land vor unserer Tür, im Bereich des Groschenportos“ brauchen. Wolle Russland nicht, so zwinge es die Deutschen „zu einem Enteignungsverfahren, das heißt zum Kriege, zu dem wir so von alters her jetzt nicht vollständig aufzuzählende Gründe auf Lager halten“. Gegen den Friedensvertrag von Brest-Litowsk (1918) konnte das durch die Oktoberrevolution ruinierte Russland sich nicht wehren.
Die Alldeutschen hatten 1891 am ausdrücklichsten an die Wiederaufnahme des „deutschen Dranges nach Osten“ appelliert. Dies wurde damit begründet, dass seit dem 10. Jahrhundert unter Heinrich I. zunächst die Slawen an Elbe und Saale verdrängt wurden (vgl. Germania Slavica), 1147 der Wendenkreuzzug stattfand, bis am 15. Juni 1168 das letzte slawische Swantewit-Heiligtum auf Rügen zerstört wurde und im 12. und 13. Jahrhundert die deutsche Ostsiedlung großräumig einsetzte.
Der erste Vorsitzende der Alldeutschen, Ernst Hasse, hatte sich wie Friedrich Ratzel in Erinnerung an die Ostsiedlung 1895 ausdrücklich für Grenzkolonisation in die ost- und südosteuropäischen slawischen Länder ausgesprochen, was am aufmerksamsten von Tomáš Garrigue Masaryk (1850–1937) in seinem Buch von 1919/20 Das neue Europa. Der slawische Standpunkt beobachtet und bis zu Karl dem Großen reflektiert worden war, weil die alldeutsche historische Sichtweise mit ihrem Kolonisationsanspruch bis zu ihm zurückreichte.
Der von der UdSSR geforderte Zonengrenzverlauf entsprach grob der Grenze des Ostfränkischen Reichs zur Zeit von Heinrichs I. Regierungsantritt um 920, wobei zusätzlich die ehemaligen ottonischen Herrschaftszentren Quedlinburg und Magdeburg mit den nach Thüringen reichenden Kerngebieten um die Pfalzen in Erfurt, Tilleda, Wallhausen und Allstedt und das Kloster Memleben dem sowjetischen Einflussbereich zugeschlagen wurden. Darauf bezog sich Hubertus Prinz zu Löwenstein-Wertheim-Freudenberg in seiner Kleinen Deutschen Geschichte (1953) über die Grenzen: „Sie verlaufen heute ungefähr da, wo sie vor 1000 Jahren lagen, ehe König Heinrich I. den heidnischen Magyarensturm aus Asien an der Unstrut zum Stehen brachte – eine furchtbare Mahnung für alle Völker Europas, sich in letzter Stunde auf ihren gemeinsamen Auftrag zu besinnen.“ Walther Hofer schrieb 1957 in der Schlussbetrachtung seiner über Jahrzehnte aufgelegten Dokumentensammlung zum Nationalsozialismus: „Nicht nur ganz Deutschland und halb Europa lagen in Trümmern, sondern das Erbe Bismarcks, die Einheit des Reiches wurde vertan, das Werk der preußischen Könige vernichtet, ja eine vielhundertjährige geschichtliche Entwicklung, nämlich die deutsche Kolonisation im Osten, rückgängig gemacht, die Soldaten der Sowjetunion stehen an der Elbe […]. Das Dritte Reich ist kein tausendjähriges Reich geworden, aber die zwölf Jahre seines Bestehens haben genügt, die geschichtliche Arbeit von tausend Jahren zu verschleudern.“
Sowohl Löwenstein als auch Hofer sahen die Westgrenze der ehemaligen Sowjetischen Besatzungszone und späteren Deutschen Demokratischen Republik weniger als eine innerdeutsche, sondern vielmehr als eine zwischen Russland als der siegreichen slawischen Nation und Westdeutschland an. Darin schlägt sich nieder, was 1848 in der Paulskirche zur Verhandlung anstand und was die deutsche Geschichtsschreibung in Gestalt von Hans Rothfels sowohl 1935 wie in Neuauflage 1960 festhielt. Westdeutsche Liberale hatten nämlich wie bereits 1832 beim Hambacher Fest die Wiederherstellung des unter Preußen, Österreich und Russland aufgeteilten polnischen Staates gefordert. Der ostpreußische Abgeordnete Carl Friedrich Wilhelm Jordan warf ihnen darauf naives Unwissen vor und verwies dabei auf einen Sachverhalt, den Hans Rothfels, der sich in der Ostforschung über seine 1934 erfolgte Zwangsemeritierung hinaus neben Albert Brackmann engagierte, bestärkend zitierte: „Wenn wir rücksichtslos gerecht sein wollten, dann müßten wir nicht bloß Posen herausgeben, sondern halb Deutschland. Denn bis an die Saale und darüber hinaus erstreckte sich vormals die Slawenwelt.“ Ganz ähnlich hatte Heinrich Wuttke, ebenfalls Mitglied der Frankfurter Nationalversammlung, 1846 und in zweiter, vermehrter Auflage 1848 in seiner polenfeindlichen Schrift Deutsche und Polen Folgendes geschrieben: „Unsere Ahnen haben den Slawen sogar mehr weggenommen, als sie jetzt fordern, denn die Slawenwelt reichte einst bis zur Saale und senkte sich tief in das Herz von Deutschland.“ (Siehe hierzu auch Polnische Westforschung.)
Die Absprachen zum Verlauf der Oder-Neiße-Linie, hinter der die polnisch-nationalen Ansprüche ebenfalls mit der Erinnerung an das 10. Jahrhundert steckten, erfolgten vor der Festlegung des innerdeutschen Grenzverlaufs. Josef Stalin, in dem die panslawistischen Traditionen so verankert waren wie in Hitler die alldeutschen, sicherte im Juli/August 1944 den Polen zu, dass sie mit der Oder-Neiße-Linie als westlicher Grenze ebenfalls Anspruch auf Stettin und Breslau hätten. Zum Kriegsende erklärte er am 9. Mai 1945: „Der jahrhundertelange Kampf der slawischen Völker um ihre Existenz und Unabhängigkeit hat mit dem Sieg über die deutschen Okkupanten und die deutsche Tyrannei geendet.“